# Baturetno (Tuban)
Baturetno is een bestuurslaag in het regentschap Tuban van de provincie Oost-Java, Indonesië. Baturetno telt 4126 inwoners (volkstelling 2010).